# ガッツナイタープラス
ガッツナイタープラスは、東海ラジオ放送で放送されるスポーツ関連番組。
2006年・2007年のナイターオフに中日ドラゴンズに関連した情報番組として編成され、2023年のナイターシーズンには同一タイトルで『東海ラジオ ガッツナイター』のフィラー番組として編成される。ここでは前者を「第1期」、後者を「第2期」として扱う。ただし第2期の方は正式には『ガッツナイターplus』の表記となっている。

## 第1期

### 番組概要
- 2006年10月放送開始
- 2006年はガッツナイターの解説者がパーソナリティーを務めた。
- 2007年は、前年に行われていた解説者がパーソナリティーを行うスタイルを変え、東海ラジオの北山靖アナが担当することとなった
- 2008年はタイトルをガッツだ!ドラゴンズと改めた。内容は前年のものを踏襲する。

### 放送時間
- 月～金曜日　17:45～18:00

### パーソナリティー
2006年
放送開始当初は、解説者の都合もあり特に決まっていなかったが、のちに下記の通り定着。ただし都合により出演が難しい場合は、他の曜日の解説者が担当した。
- 月曜日：藤波行雄（三重テレビ放送・東海テレビ放送・J SPORTS解説者兼）
- 火曜日：稲葉光雄（テレビ愛知解説者兼）
- 水曜日：福田功（J SPORTS解説者兼）
  - 3月中のみ福田功が北京五輪の海外スコアラー活動の為、ピンチヒッターとして鹿島忠が登場した。
- 木曜日：川又米利（中京テレビ放送・J SPORTS解説者兼、2007年2月15日は藤波行雄の担当）
- 金曜日：鈴木孝政（東海テレビ放送解説者兼）

2007年
- 北山靖(東海ラジオアナウンサー)
  - 但し北山が沖縄キャンプ取材中の2008年2月11日～13日はピンチヒッターとして、11日・13日は大澤広樹、12日は村上和宏が担当した。

### 主なコーナー（2007年版）
2007年は15分間の放送枠ながら、各曜日ごとにコーナー・テーマを設けることとなった。なお2007年も10月以降試合が続いた（クライマックスシリーズや日本シリーズ）為、試合がある場合レギュラーコーナーは行わず、シーズン中の前座番組・ガッツナイター最前線のように、試合前のドラゴンズ情報を中心に伝える。このほかドラフト会議など、伝える情報量が多い場合、番組の放送時間を考慮して情報を伝えるのみである。また不定期で放送するコーナーも登場した。
日替わり
- 月曜－クイズマンデー・・・ドラゴンズに関するクイズを様々な形式で出題。毎週抽選で「ドラゴンズmoomooカレーうどん」・「ドラゴンズboobooカレーうどん」（当初は孝介カレーや「井上一樹選手会長直筆の福の紙」）をプレゼント。なお不定期で東海ラジオ野球解説者が週替わりで生出演／電話出演する。
- 火曜－レトロチューズデー・・・ドラゴンズ元選手を迎えてのトーク／レディースデー・・・ドラゴンズに関わっている女性（ナゴヤドームウグイス嬢など）を迎えてのトーク
- 水曜－ネクストジェネレーション・・・ドラゴンズの若手選手を毎週1人取り上げ、選手の声&北山アナの声を織り交ぜつつ届ける。追う選手は決まっていて、澤井道久・川井進・浅尾拓也・田中大輔・堂上直倫・福田永将の6人となっている。
- 木曜－プロ野球なるほど大辞典・・・東海ラジオプロ野球解説者を迎え、ひとつの野球のプレーなどを深く掘り下げ解説したりする。
- 金曜－ウィークエンドパーティー・・・東海ラジオプロ野球解説者をゲストとして迎え、ゲストとトークしていく（当初はシークレットゲストとして迎え入れていた）ほか、正体不明の天の声が番組に相槌を打つ役割を担っている。

不定期
○曜特売デー（○には放送された曜日）・・・お題に沿ってメッセージを受け付ける。最優秀賞に選ばれたメッセージには孝介カレーがプレゼントされる。東海ラジオプロ野球解説者・川又米利の口癖「間違いないですね～」（メッセージが紹介される際、本人の声を使用）をオチとする大喜利の要素を含んだメッセージ募集もある。
○曜ほりだし市（○には放送された曜日）・・・東海ラジオの野球実況ライブラリーからなつかしの音源を放送する。また倉庫などから探し出されたレアグッズ（選手テレカなど）がプレゼントされている。
2007年～2008年の年末年始に行われた企画
- 年末年始ということで12月31日～1月4日までの間、料理屋を舞台とする特別企画で行われた。番組にも登場する鈴木孝政が店主・北山がお客・ディレクターの吉村がアシスタントという設定。

### アシスタント
2006年
2006年は解説者がパーソナリティーを務めるということもあり女性アシスタントがついた。
- 川島葵（当時東海ラジオアナウンサー）※火・木曜日
- 浅田若菜（当時東海ラジオアナウンサー）※月・水・金曜日

2007年
アナウンサーが担当するためなし。

### 備考
CMについて
- スポンサー・・・ロプロ（2006年～）
  - そのほか、番組宣伝CM・イベント告知CMが放送されることがある。

## 第2期

### 番組概要
2022年のシーズンまで、『ガッツナイター』本編を挟む形で、『ドラゴンズステーション』と題した中日ドラゴンズ関連番組を編成していたが、2022年秋の大規模な改編で終了した。2023年シーズンは、その後番組として編成された『Live Dragons!』を野球中継の直前情報番組として継続する一方、中継の後座番組ならびに土・日曜日のデーゲーム中継のレインコートプログラムは『ガッツナイターplus』のタイトルで別途編成されることになった。
ただし、土・日デーゲームのレインコート番組としての運用は6月までに終了し、以降は『TOKAIRADIO SPECIAL PROGRAM「World Sound Journey」』を充当することになっている。

### 放送時間
- 火～金曜日　21:00～21:40
- ナイトゲーム開催時の土曜日　21:00～23:00
- ナイトゲーム開催時の日曜日　21:00～21:30
  - 野球中継が延長した場合は短縮・休止となる。
- 中継予定デーゲーム中止時の土・日曜日　14:00～17:00（実際の放送時間は中継予定時間に準ずる。2023年6月まで）

### DJ
平日は以下の人物のうち1名が持ち回りで担当。
- 源石和輝（東海ラジオアナウンサー）
- 笠井ゆかり
- 浅野麻衣
- 坂田奈央

| 東海ラジオ放送 ガッツナイター クッション枠               | 東海ラジオ放送 ガッツナイター クッション枠 | 東海ラジオ放送 ガッツナイター クッション枠         |
| 前番組                                                   | 番組名                                     | 次番組                                             |
| -------------------------------------------------------- | ------------------------------------------ | -------------------------------------------------- |
| ドラゴンズステーション                                   | ガッツナイターplus                         | -                                                  |
| 東海ラジオ放送 ガッツナイタースペシャル レインコート番組 |                                            |                                                    |
| ガッツナイタースペシャル ◯◯特集                          | ガッツナイターplus                         | TOKAIRADIO SPECIAL PROGRAM 「World Sound Journey」 |